# Leo Boivin
Pour les articles homonymes, voir Boivin.
Temple de la renommée : 1986
Leo Joseph Boivin (né le 2 août 1931 à Prescott en Ontario au Canada et mort le 15 octobre 2021 à New Wexford, Ontario (en)) est un joueur de hockey sur glace de la Ligue nationale de hockey. Il évoluait au poste de défenseur et a réalisé 19 saisons dans la Ligue nationale de hockey.
Boivin était considéré comme un des premiers joueurs spécialisés dans les mises en échec.

## Carrière

### Carrière de joueur
Boivin a commencé sa carrière de joueur en ligue junior au cours de la saison 1948-49 mais il jouait déjà au hockey sur glace depuis l'âge de 7 ans. Il avait choisi de jouer défenseur « car les défenseurs doivent rester plus souvent sur la glace, doivent jouer plus ».
Après une très brève apparition dans l'équipe des Maple Leafs de Toronto (2 matchs), il signe son premier contrat professionnel avec les Hornets de Pittsburgh de la Ligue américaine de hockey au cours de la saison 1951-52, équipe avec qui il remporte la Coupe Calder. Il fut appelé au cours de la saison par les Maple Leafs de Toronto pour un essai, essai qui se révéla concluant et ainsi il fit ses débuts sur une patinoire de la LNH le 8 mars 1952.
Il reste au sein des Maple Leafs jusqu'à la saison 1954-1955 de la LNH, saison où il rejoint les Bruins de Boston. Sa réputation de joueur solide en défense prend son essor au sein des Bruins dont il assure le capitanat pendant 12 saisons. Au cours de ces 12 saisons, il est appelé à 3 reprises pour les Matchs des étoiles la NHL (1961, 1962 et 1964).
Au milieu de la saison 1965-1966 de la LNH il rejoint les rangs des Red Wings de Détroit afin de gagner la Coupe Stanley mais c'est un vain effort (défaite en finale contre les Canadiens de Montréal 4 matchs à 2).
En 1967 lors de l'expansion de la LNH et le passage de six à douze équipes, il retourne à Pittsburgh seize ans après avec la nouvelle franchise des Penguins de Pittsburgh. Il ne reste à Pittsburgh qu'un an et demi et va finir sa carrière de joueur au sein des North Stars du Minnesota pour finalement raccrocher les patins à la fin de la saison 1969-1970 de la LNH

### Après-carrière
Après sa très bonne carrière en tant que défenseur, Boivin va devenir recruteur et va aussi occuper le poste d'entraîneur.
Ainsi, il remplace l'entraîneur des Blues de Saint-Louis pour les saisons 1975-1976 et 1977-1978 et occupe le poste d'entraîneur général des 67's d'Ottawa pour quelque temps, mais c'est réellement en tant que recruteur que Boivin se plaît le mieux.
Il est admis au Temple de la renommée du hockey en 1986.

## Statistiques
| Saison     | Équipe                   | Ligue      |       | Saison régulière | Saison régulière | Saison régulière | Saison régulière | Saison régulière |   | Séries éliminatoires | Séries éliminatoires | Séries éliminatoires | Séries éliminatoires | Séries éliminatoires |
| Saison     | Équipe                   | Ligue      | PJ    | B                | A                | Pts              | Pun              | PJ               | B | A                    | Pts                  | Pun                  |                      |                      |
| 1951-1952  | Hornets de Pittsburgh    | LAH        | 30    | 2                | 3                | 5                | 32               | 10               | 0 | 1                    | 1                    | 16                   |                      |                      |
| 1951-1952  | Maple Leafs de Toronto   | LNH        | 2     | 0                | 1                | 1                | 0                |                  |   |                      |                      |                      |                      |                      |
| 1952-1953  | Maple Leafs de Toronto   | LNH        | 70    | 2                | 13               | 15               | 97               |                  |   |                      |                      |                      |                      |                      |
| 1953-1954  | Maple Leafs de Toronto   | LNH        | 58    | 1                | 6                | 7                | 81               | 5                | 0 | 0                    | 0                    | 2                    |                      |                      |
| 1954-1955  | Maple Leafs de Toronto   | LNH        | 7     | 0                | 0                | 0                | 8                |                  |   |                      |                      |                      |                      |                      |
| 1954-1955  | Bruins de Boston         | LNH        | 59    | 6                | 11               | 17               | 105              | 5                | 0 | 1                    | 1                    | 4                    |                      |                      |
| 1955-1956  | Bruins de Boston         | LNH        | 68    | 4                | 16               | 20               | 80               |                  |   |                      |                      |                      |                      |                      |
| 1956-1957  | Bruins de Boston         | LNH        | 55    | 2                | 8                | 10               | 55               | 10               | 2 | 3                    | 5                    | 12                   |                      |                      |
| 1957-1958  | Bruins de Boston         | LNH        | 33    | 0                | 4                | 4                | 54               | 12               | 0 | 3                    | 3                    | 21                   |                      |                      |
| 1958-1959  | Bruins de Boston         | LNH        | 70    | 5                | 16               | 21               | 94               | 7                | 1 | 2                    | 3                    | 4                    |                      |                      |
| 1959-1960  | Bruins de Boston         | LNH        | 70    | 4                | 21               | 25               | 66               |                  |   |                      |                      |                      |                      |                      |
| 1960-1961  | Bruins de Boston         | LNH        | 57    | 6                | 17               | 23               | 50               |                  |   |                      |                      |                      |                      |                      |
| 1961-1962  | Bruins de Boston         | LNH        | 65    | 5                | 18               | 23               | 70               |                  |   |                      |                      |                      |                      |                      |
| 1962-1963  | Bruins de Boston         | LNH        | 62    | 2                | 24               | 26               | 48               |                  |   |                      |                      |                      |                      |                      |
| 1963-1964  | Bruins de Boston         | LNH        | 65    | 10               | 14               | 24               | 42               |                  |   |                      |                      |                      |                      |                      |
| 1964-1965  | Bruins de Boston         | LNH        | 67    | 3                | 10               | 13               | 68               |                  |   |                      |                      |                      |                      |                      |
| 1965-1966  | Bruins de Boston         | LNH        | 46    | 0                | 5                | 5                | 34               |                  |   |                      |                      |                      |                      |                      |
| 1965-1966  | Red Wings de Détroit     | LNH        | 16    | 0                | 5                | 5                | 16               | 12               | 0 | 1                    | 1                    | 16                   |                      |                      |
| 1966-1967  | Red Wings de Détroit     | LNH        | 69    | 4                | 17               | 21               | 78               |                  |   |                      |                      |                      |                      |                      |
| 1967-1968  | Penguins de Pittsburgh   | LNH        | 73    | 9                | 13               | 22               | 74               |                  |   |                      |                      |                      |                      |                      |
| 1968-1969  | Penguins de Pittsburgh   | LNH        | 41    | 5                | 13               | 18               | 26               |                  |   |                      |                      |                      |                      |                      |
| 1968-1969  | North Stars du Minnesota | LNH        | 28    | 1                | 6                | 7                | 16               |                  |   |                      |                      |                      |                      |                      |
| 1969-1970  | North Stars du Minnesota | LNH        | 69    | 3                | 12               | 15               | 30               | 3                | 0 | 0                    | 0                    | 0                    |                      |                      |
| Totaux LNH | Totaux LNH               | Totaux LNH | 1 150 | 72               | 250              | 322              | 1 192            | 54               | 3 | 10                   | 13                   | 59                   |                      |                      |